# Miracle (album)
A Miracle Céline Dion és Anne Geddes közös munkával elkészített albuma, Céline Dion 12. angol nyelvű (összességében 41.) albuma. 2004. október 11-én jelent meg. Anne Geddes természetesen nem énekesként, hanem fotósként működött közre az album, (fényképalbum) elkészítésében. A munkálatok már 2003-ban elkezdődtek, de a végleges kiadás csak 2004. október elején készült el.

## Megjelenés
A Miracle című album elkészítésében az énekesnő mellett az ismert gyermekfotográfus, Anne Geddes vett részt. A lemez koncepciója egy anya és gyermeke kapcsolatára épül, így a meghitt, nyugodt hangvételű, 13 dalt tartalmazó albumon olyan örökzöldek és feldolgozások kaptak helyet, mint a Brahms Lullaby (Brahms: Altatódal) , a Beautiful Boy, a What A Wonderful World és az A Mother's Prayer. A kiadványhoz tartozó CD füzetében Anne Geddes képei kaptak helyet.

## Megjelenési formák
- Miracle CD
- Miracle könyv
- Miracle album (DVD és CD melléklettel)
- Egyéb promóciós kiadások

## Számok a CD-n
- 01. Miracle
- 02. Brahms' Lullaby
- 03. If I Could
- 04. Sleep Tight
- 05. What A Wonderful World
- 06. My Precious One
- 07. A Mother's Prayer
- 08. The First Time Ever I Saw Your Face
- 09. Baby Close Your Eyes
- 10. Come To Me
- 11. Le Loup, La biche Et Le Chevalier (Une Chanson Douce)
- 12. Beautiful Boy
- 13. In Some Small Way

## Megjelenési formák
A Miracle fényképalbum formájában is megjelent.
- The Making Of The Book – 180 oldalas színes képes album +CD és DVD melléklettel.
- The Making Of Miracle – 60 oldalas kiskönyv képekkel.

## Külső hivatkozások
- Magyar Rajongói Oldal
- Magyar Rajongói Fórum
- Hivatalos angol – francia nyelvű oldal
- CelineManiacs – videóklipek, interjúk stb. Archiválva 2014. december 19-i dátummal a Wayback Machine-ben
- Celine Smiles érdekességek, képek, ritkaságok